# هارولد إتش مون جونيور
هارولد إتش مون جونيور (بالإنجليزية: Harold H. Moon, Jr.)‏ هو عسكري أمريكي، ولد في 15 مارس 1921 في ألباكركي في الولايات المتحدة، وتوفي في 21 أكتوبر 1944 في مقاطعة ليتة في الفلبين.